# スタジオベントスタッフ
株式会社スタジオベントスタッフ（英: Studio BentStuff Co.,Ltd.）は、コンピュータゲーム関連の雑誌・書籍記事の企画・執筆・制作を行う編集プロダクション。

## 概要
1989年1月、『マイコンBASICマガジン』（電波新聞社）のライター4人によって設立。以後同誌を中心にゲーム攻略本や『週刊少年マガジン』のゲーム記事などを手がける。またスタッフ個人でゲーム製作や小説執筆を行っている。
2018年1月末、ゲーム攻略本制作事業をデジタルハーツに譲渡。

## 主な著作物
- ALL ABOUTシリーズ（電波新聞社）
- 解体真書シリーズ（エンターブレイン）
- アルティマニアシリーズ（デジキューブ、現在はスクウェア・エニックスが発行）
- ドラゴンクエスト関連公式ガイドブック（スクウェア・エニックス）
- 不思議のダンジョンシリーズ公式攻略本（チュンソフト）

## 主なスタッフ
- 山下章 - 代表取締役
- ベニー松山
- 手塚一郎